# Herviella
Herviella (Baba, 1949) è un genere di molluschi nudibranchi della famiglia Facelinidae.

## Tassonomia
Il genere comprende le seguenti specie:
- Herviella affinis Baba, 1960
- Herviella africana Edmunds, 1970
- Herviella albida Baba, 1966
- Herviella burchi Burn, 1967
- Herviella claror Burn, 1963
- Herviella cloaca Rudman, 1980
- Herviella evelinae (Er. Marcus, 1965)
- Herviella exigua (Risbec, 1928)
- Herviella mietta Er. Marcus & J. B. Burch, 1965
- Herviella yatsui (Baba, 1930)